# (1909) Alekhin
(1909) Alekhin (1972 RW2; 1926 GU; 1930 KF; 1930 KM; 1934 NZ; 1934 OC; 1941 FJ; 1960 FD; 1969 UU; 1971 DL) ist ein Asteroid des Hauptgürtels, der am 4. September 1972 von Ljudmyla Schurawlowa im Krim-Observatorium entdeckt wurde.
Der Asteroid wurde nach dem russisch-französischen Schachspieler Alexander Alexandrowitsch Aljechin benannt.